# Hans-Joachim Wank
Hans-Joachim Wank (* 1. Januar 1951 in Schleife) ist ein ehemaliger deutscher Fußballspieler in der Abwehr. Er spielte für die BSG Energie Cottbus in der DDR-Oberliga.

## Karriere
Wank spielte in seiner Jugend von 1956 bis 1971 bei der BSG Lokomotive Schleife. Anschließend spielte er für je ein Jahr in Weißwasser/Oberlausitz bei der TSG Kraftwerk Boxberg und in Hoyerswerda bei der BSG Aktivist Schwarze Pumpe. 1973 wurde Wank vom Oberligisten BSG Energie Cottbus verpflichtet. Er debütierte am 18. August 1973, als er am 1. Spieltag beim 1:1-Unentschieden gegen den FC Karl-Marx-Stadt in der Startelf stand. Am folgenden Spieltag schoss Wank gegen die BSG Chemie Leipzig das Tor zum 2:2, das Spiel endete 3:3. Auch die 24 weiteren Ligapartien der Saison 1973/74 war er Stammspieler. Im FDGB-Pokal erreichte er mit der BSG das Halbfinale. Im Hinspiel gegen den FC Carl Zeiss Jena erreichte man ein 1:1-Unentschieden, ging in Jena aber mit 7:1 unter. Nach dem Abstieg aus der Oberliga in die zweitklassige DDR-Liga kam er 1974/75 nur neunmal zum Einsatz, wurde nach dem abermaligen Aufstieg wieder in 20 Spielen eingesetzt. In seinen letzten zwei Spielzeiten spielte Wank noch 28 Mal für Cottbus, bevor er 1978 seine Karriere beendete.